# Найджел Глоклер
Найджел Глоклер (Nigel Glockler) — британський барабанщик, відомий своєю діяльністю у гурті Saxon.